# 車いすラグビーカナダ代表
車いすラグビーカナダ代表(Canada national wheelchair rugby team）は、カナダ車いすラグビー協会が編成する車いすラグビーのカナダ代表ナショナルチーム。車いすラグビー世界選手権では5大会でメダルを獲得している。夏季パラリンピックでは2004年大会・2012年大会の2位(銀メダル)が最高成績。

## 歴史
1995年、第1回車いすラグビー世界選手権に出場して準優勝。
また2004年、2004年アテネ大会でパラリンピック銀メダル獲得。その後2012年ロンドン大会でも銀メダル獲得して2021年、2020年東京大会では5位に終わり9年ぶりのメダル獲得はならなかった。

## パラリンピック結果
| パラリンピック結果 | パラリンピック結果 | パラリンピック結果 | パラリンピック結果 | パラリンピック結果 |
| 年                 | 順位               | 試                 | 勝                 | 負                 |
| ------------------ | ------------------ | ------------------ | ------------------ | ------------------ |
| 2000年             | 4                  | 5                  | 2                  | 3                  |
| 2004年             | 2                  | 6                  | 4                  | 2                  |
| 2008年             | 3                  | 5                  | 3                  | 2                  |
| 2012年             | 2                  | 5                  | 3                  | 2                  |
| 2016年             | 4                  | 5                  | 2                  | 3                  |
| 2020年             | 5                  | 4                  | 2                  | 2                  |
| 合計               | 合計               | 30                 | 16                 | 14                 |

## 現在の代表選手
東京2020パラリンピック競技大会カナダ代表選手
- パトリース・ダジェネ (CC)
- トレバー・ヒルシュフィールド (CC)
- トラビス・ムラオ
- バイロン・グリーン
- マイケル・ホワイトヘッド
- コディ・コールドウェル
- ファビアン・ラボワ
- パトリース・シマール
- アントニー・ルトゥルノー
- シェーン・スミス
- ザク・マデル
- エリック・ロドリゲス

(CC)は共同キャプテン